# 금마장
금마장(金馬奬, Golden Horse Awards)은 중화민국(대만)에서 열리는 연례 영화제로 홍콩의 홍콩 영화 금상장과 중화인민공화국의 금계백화장과 함께 중국어권에서 열리는 3대 주요영화제의 하나이다. 1962년 첫 영화제가 열린 금마장은 중국어권에서는 가장 오랜 역사를 가지고 있다. 1962년에 중화민국 행정원 신문국에 의해 창설되었으며 1990년부터는 중화민국 문화부 산하 타이베이 금마영전 집행위원회(臺北金馬影展執行委員會)에서 주관하고 있다.

## 명칭 문제
- 금마장은 중국 근해에 위치해 있지만 중화민국의 영토인 두 섬 금문도(金門島)와 마조도(馬祖島)의 첫 글자를 따서 이름을 지은 영화제로, 장제스의 국민정부 치하 중화민국의 반공의지가 스며있다. 영화제가 처음 생길 무렵인 1960년대 초는 중국 양안이 정치적, 군사적으로 긴장관계가 팽배해 있었다. 이러한 가운데 중화민국의 총통 장제스는 대내적으로 국민의 사기를 진작시키고, 대외적으로 금문도와 마조도가 중화민국의 소속이라는 것을 공식화하기 위해 영화제의 이름을 금마로 지었다. 때문에 양안이 첨예하게 대립한 1980년대 이전까지 중화인민공화국에서 제작된 영화는 심사에서 제외하고 타이완과 홍콩에서 제작한 영화만 대상으로 시상하였다. 하지만 1970년대까지 중화권에서 금마장을 제외한 이렇다 할 영화 시상식이 개최되지 못함으로써 금마장은 명실공히 20세기 중화권에서 가장 전통과 권위가 있는 영화상으로 자리잡았다. 양안 관계가 해빙무드를 탄 1990년대부터 중화인민공화국 출신 영화의 참여 비중도 높아졌다.
- 금마장 영화제, 금마장 영화상, 금마장 영화 시상식, 골든 호스 어워드 등으로 알려져 있다.

## 역대 주요 수상 목록
- 2009년 11월 28일 열린 46회 금마장에서는 다이리런 감독의 《너 없인 살 수 없어》가 작품상 등 4개 부문을 석권했다.
- 다음은 역대 최우수작품상, 감독상, 남녀주연상 수상작(자)이다.

### 작품상, 감독상, 남·여주연상
| 회수   | 년도   | 최우수작품상                            | 감독상                                   | 남우주연상                               | 여우주연상                                             |
| ------ | ------ | --------------------------------------- | ---------------------------------------- | ---------------------------------------- | ------------------------------------------------------ |
| 제1회  | 1962년 | 《별과 달과 해》                        | 도진 《천교백미》                        | 왕인 《수총》                            | 우민 《별과 달과 해》                                  |
| 제2회  | 1963년 | 《양산백과 축영태》                     | 이한상 《양산백과 축영태》               | 당청 《밤에서 새벽까지》                 | 낙체(樂蒂) 《양산백과 축영태》                         |
| 제3회  | 1965년 | 《養鴨人家》                            | 이행 《養鴨人家》                        | 갈향정 《養鴨人家》                      | 이려화 《고도춘몽》                                    |
| 제4회  | 1966년 | 《서시》                                | 이한상 《서시》                          | 조뢰 《서시》                            | 장칭 《幾度夕陽紅》                                    |
| 제5회  | 1967년 | 《我女若蘭》                            | 이가 《我女若蘭》                        | 구위 《故鄉劫》                          | 장칭 幾度夕陽紅                                        |
| 제6회  | 1968년 | 《路》                                  | 백경서 《寂寞的十七歲》                  | 최복생 《路》                            | 능파 《烽火萬里情》                                    |
| 제7회  | 1969년 | 《소진춘회》                            | 백경서 《신부와 나》                     | 양군 《양자강풍운》                      | 이려화 《양자강풍운》                                  |
| 제8회  | 1970년 | 《家在台北》                            | 장증택 《路客與刀客》                    | 갈향정 《高山青》                        | 귀아래 《家在台北》                                    |
| 제9회  | 1971년 | 《緹縈》                                | 정선새 《落鷹峽》                        | 왕인 《緹縈》                            | 노연 《동부인》                                        |
| 제10회 | 1972년 | 《비결》                                | 이행 《비결》                            | 구위(歐威) 《비결》                      | 옹천옥 《真假千金》                                    |
| 제11회 | 1973년 | 《忍》                                  | 정강 《십사여영호》                      | 양군 《忍》                              | 상관영봉 《마로소영웅》                                |
| 제12회 | 1975년 | 《吾土吾民》                            | 유예 《長情萬縷》                        | 진상림 《長情萬縷》                      | 노연 《傾國傾城》                                      |
| 제13회 | 1976년 | 《매화》                                | 장패성 《狼牙口》                        | 상풍 《香花與毒草》                      | 서풍 《자객》                                          |
| 제14회 | 1977년 | 《筧橋英烈傳》                          | 장증택 《筧橋英烈傳》                    | 진상림 《인재천애》                      | 진추하 《사랑의 스잔나》                               |
| 제15회 | 1978년 | 《汪洋中的一條船》                      | 이행 《汪洋中的一條船》                  | 진한 《汪洋中的一條船》                  | 톈뉴 《蒂蒂日記》                                      |
| 제16회 | 1979년 | 《소성고사》                            | 호금전 《산중전기》                      | 커쥔슝 《황포군혼》                      | 임봉교 《소성고사》                                    |
| 제17회 | 1980년 | 《早安台北》                            | 왕국금 《육조괴담》                      | 왕관웅 《말리화》                        | 서풍 《원》                                            |
| 제18회 | 1981년 | 《假如我是真的》                        | 서극 《야래향》                          | 담령린 《假如我是真的》                  | 실비아 창 《我的爺爺》                                 |
| 제19회 | 1982년 | 《辛亥雙十》                            | 장국명 《변연인》                        | 애적 《변연인》                          | 왕평 《무송》                                          |
| 제20회 | 1983년 | 《샤오피 이야기》                       | 진곤 《샤오피 이야기》                   | 손원 《搭錯車》                          | 진소분 《看海的日子》                                  |
| 제21회 | 1984년 | 《老莫的第二個春天》                    | 맥당웅 《성항기병》                      | 리슈셴 《공복》                          | 양혜산 《小逃犯》                                      |
| 제22회 | 1985년 | 《我這樣過了一生》                      | 장의 《我這樣過了一生》                  | 주윤발 《등대여명》                      | 양혜산 《我這樣過了一生》                              |
| 제23회 | 1986년 | 《공포분자》                            | 오우삼 《영웅본색》                      | 디룽 《영웅본색》                        | 실비아 창 《최애》                                     |
| 제24회 | 1987년 | 《稻草人》                              | 왕동 稻草人                              | 주윤발 《流氓大亨》                      | 매염방 《연지구》                                      |
| 제25회 | 1988년 | 《칠소복》                              | 나계예 《칠소복》                        | 만재량 《大頭仔》                        | 정유령 《별과 달과 해》                                |
| 제26회 | 1989년 | 《세 여자 이야기》                      | 후효현 《비정성시》                      | 진송용 《비정성시》                      | 장만옥 《세 여자 이야기》                              |
| 제27회 | 1990년 | 《홍진》                                | 엄호 《홍진》                            | 양가휘 《愛在他鄉的季節》                | 임청하 《홍진》                                        |
| 제28회 | 1991년 | 《고령가소년살인사건》                  | 왕자웨이 《아비정전》                    | 랑슝 《쿵후 선생》                       | 장만옥 《완령옥》                                      |
| 제29회 | 1992년 | 《無言的山丘》                          | 왕동 《無言的山丘》                      | 성룡 《폴리스스토리3》                   | 진령지(陳令智) 《浮世戀曲》                            |
| 제30회 | 1993년 | 《결혼 피로연》                         | 이안 《결혼 피로연》                     | 성룡 《중안조》                          | 오가려 《赤祼的誘惑》                                  |
| 제31회 | 1994년 | 《애정만세》                            | 차이밍량 《애정만세》                    | 량차오웨이 《중경삼림》                  | 진충 《레드 로즈 화이트 로즈》                         |
| 제32회 | 1995년 | 《여인사십》                            | 후효현 《호남호녀》                      | 임양 《초급대국민》                      | 샤오팡팡 《여인사십》                                  |
| 제33회 | 1996년 | 《햇빛 쏟아지던 날들》                  | 장원 《햇빛 쏟아지던 날들》              | 하우 《햇빛 쏟아지던 날들》              | 소방방 《호도문》                                      |
| 제34회 | 1997년 | 《첨밀밀》                              | 진과 《메이드 인 홍콩》                  | 사군호 《남해십삼랑》                    | 장만옥 《첨밀밀》                                      |
| 제35회 | 1998년 | 《천욕》                                | 진충 《천욕》                            | 뤄쌍춘페이 《천욕》                      | 이소로 《천욕》                                        |
| 제36회 | 1999년 | 《천언만어》                            | 허안화 《천언만어》                      | 커쥔슝 《일대효웅 조조》                 | 이려진 《천언만어》                                    |
| 제37회 | 2000년 | 《와호장룡》                            | 두기봉 《미션》                          | 우전위 《미션》                          | 장만옥 《화양연화》                                    |
| 제38회 | 2001년 | 《두리안 두리안》                       | 관금붕 《란위》                          | 류예 《란위》                            | 진해루 《두리안 두리안》                               |
| 제39회 | 2002년 | 《아름다운 시절》                       | 진과 《홍콩 할리우드》                   | 여명 《삼경》                            | 이심결 《디 아이》                                     |
| 제40회 | 2003년 | 《무간도》                              | 유위강, 맥조휘 《무간도》                | 량차오웨이 《무간도》                    | 오군여 《금계》                                        |
| 제41회 | 2004년 | 《커커시리》                            | 두기봉 《대사건》                        | 유덕화 《무간도3》                       | 양구이메이 《달은 다시 떠오른다》                      |
| 제42회 | 2005년 | 《쿵푸 허슬》                           | 저우싱츠 《쿵푸 허슬》                   | 궈푸청 《삼차구》                        | 수치(서기) 《쓰리 타임스》                             |
| 제43회 | 2006년 | 《아버지와 아들》                       | 천커신 《퍼햅스 러브》                   | 궈푸청 《아버지와 아들》                 | 주신 《퍼햅스 러브》                                   |
| 제44회 | 2007년 | 《색, 계》                              | 리안 《색, 계》                          | 량차오웨이 《색, 계》                    | 진충 《홈 송 스토리》                                  |
| 제45회 | 2008년 | 《명장》                                | 천커신 《명장》                          | 장함여 《집결호》                        | 류미군 《我不賣身．我賣子宮》                          |
| 제46회 | 2009년 | 《너 없인 살 수 없어》                  | 다이리런 《너 없인 살 수 없어》          | 장가휘《비스트 스토커》 황보《투우》     | 리빙빙 《바람의 소리》                                 |
| 제47회 | 2010년 | 《사랑이 찾아올 때》 (當愛來的時候)     | 종맹굉(鍾孟宏) 《네번째 그림》(第四張畫) | 롼징톈 《맹갑》                          | 여려평 《玩酷青春》                                    |
| 제48회 | 2011년 | 《시디그 발레》 (賽德克·巴萊)           | 허안화 《심플 라이프》(桃姐)             | 유덕화 《심플 라이프》                   | 엽덕한 《심플 라이프》                                 |
| 제49회 | 2012년 | 《베이징 블루스》                       | 두기봉 《탈명금》(奪命金)                | 유청운 《탈명금》                        | 계륜미 《여친남친》(女朋友男朋友)                      |
| 제50회 | 2013년 | 《일로 일로》                           | 차이밍량 《떠돌이 개》(郊遊)             | 이강생 《떠돌이 개》                     | 장쯔이 《일대종사》(一代宗師)                          |
| 제51회 | 2014년 | 《推拿》                                | 허안화 《황금시대》                      | 진건빈 《일개작자》(一個勺子)            | 진상기 《회광주명곡》(迴光奏鳴曲)                      |
| 제52회 | 2015년 | 《자객 섭은낭》                         | 허우샤오셴 《자객 섭은낭》               | 풍소강 《불귀지객》(老炮儿)              | 임가흔 《백일고별》(百日告別)                          |
| 제53회 | 2016년 | 《8월》                                 | 풍소강 《我不是潘金莲》                  | 범위 《不成问题的问题》                  | 마쓰춘, 저우둥위 《안녕, 나의 소울메이트》(七月与安生) |
| 제54회 | 2017년 | 《혈관음》 (血觀音)                     | 문안 《가년화》(嘉年华)                  | 도문 《老兽》                            | 혜영홍 《혈관음》                                      |
| 제55회 | 2018년 | 《코끼리는 그곳에 있어》 (大象席地而坐) | 장이머우 《삼국: 무영자》                | 쉬정 《나는 약신이 아니다》 (我不是药神) | 사영훤 《나의 EX》 (誰先愛上他的)                      |
| 제56회 | 2019년 | 《아호, 나의 아들》 (陽光普照)          | 중멍훙 《아호, 나의 아들》               | 진이문 《아호, 나의 아들》               | 여얀얀 《습한 계절》 (热带雨)                          |
| 제57회 | 2020년 |                                         |                                          |                                          |                                                        |
| 제58회 | 2021년 |                                         |                                          |                                          |                                                        |
| 제59회 | 2022년 |                                         |                                          |                                          |                                                        |

### 신인배우·감독상
| 회수 | 년도   | 신인배우상                               | 신인감독상                    |
| ---- | ------ | ---------------------------------------- | ----------------------------- |
| 47   | 2010년 | 이천나 《줄리엣의 선택》                 | 호위딩 《피노이 선데이》      |
| 48   | 2011년 | 커전둥 《그 시절, 우리가 좋아했던 소녀》 | 우얼샨 《신검전설》           |
| 49   | 2012년 | 제계 《미스터리》                        | 장영치 《터치 오브 라이트》   |
| 50   | 2013년 | 야오야오 《스텝 백 투 글로리》           | 안소니 천 《일로 일로》       |
| 51   | 2014년 | 장뢰 《추나》                            | 천젠빈 《일개작자》           |
| 52   | 2015년 | 리훙치 《취·생몽사》                     | 비간 《카일리 블루스》        |
| 53   | 2016년 | 공유일 《팔월》                          | 황진 《매드 월드》            |
| 54   | 2017년 | 리마 제이단 《조니를 찾아서》            | 황신요 《대불+》              |
| 55   | 2018년 | 종가준 《지유대해지도》                  | 문목야 《나는 약신이 아니다》 |
| 56   | 2019년 | 범소훈 《하반장》                        | 존 쉬 《반교: 디텐션》        |